# Zygmunt Bratkowski
Zygmunt Bratkowski (ur. 6 grudnia 1910 w Warszawie, zm. 18 maja 1981 w Polanicy-Zdroju) – pierwszy polski komendant miasta Kłodzka, inżynier budowlany, współzałożyciel i prezes Towarzystwa Miłośników Polanicy. Dzięki jego wskazówkom zostały odnalezione dzieła Matejki wywiezione przez okupanta w okresie II wojny światowej.

## Życiorys

### Młodość i udział w II wojnie światowej
Pochodził z Warszawy, gdzie ukończył Państwową Szkołę Budownictwa, po czym odbył służbę w Szkole Podchorążych Piechoty w Zambrowie. Następnie pracował m.in. przy zabudowie osad parcelacyjnych przy budowie obiektów GOP-u, a w czasie okupacji w Zarządzie Lasów w rodzinnych stronach żony, Marii Łopackiej, w powiatach Nisko i Tarnobrzeg.
W 1944 wstąpił do wojska i w szeregach 27 Pułku Piechoty 2 Armii WP jako porucznik i dowódca kompanii p.panc. przeszedł szlak bojowy Odra – Nysa – Budziszyn. Po zakończeniu działań wojennych forsownym marszem pieszo 14–17 maja 1945 jednostkę przegrupowano na Dolny Śląsk nad granicę czechosłowacką do ochrony granicy południowo-zachodniej w rejonie Jeleniej Góry i Kłodzka, gdzie pułk został dyslokowany. Do Kłodzka wkroczyli jako jedni z pierwszych. Zygmunt Bratkowski został mianowany pierwszym polskim komendantem Kłodzka z ramienia Wojska Polskiego. W latach 1946–1947 jako dowódca batalionu wziął udział w działaniach operacyjnych na terenie Bieszczadów. Zdemobilizowano go w 1949.

### Odnalezienie dzieł Matejki i innych dzieł sztuki
Po zakończeniu działań wojennych ekipa prof. Stanisława Lorentza poszukiwała na Dolnym Śląsku zagrabionych przez okupanta dzieł sztuki będących częścią dziedzictwa narodowego. Część zbiorów odnaleziono w Dusznikach-Zdroju. W dalszych poszukiwaniach pomógł przypadek. Pierwszy burmistrz Rucewa (dziś Szczytna) Jerzy Lisowski, postanowił znamienitych gości reprezentujących Ministerstwo Kultury i Sztuki, podjąć obiadem w tutejszym pałacu (dzisiaj szkoła podstawowa przy ul. Wolności). Na wydanym (prawdopodobnie 5 lipca 1945) obiedzie, w którym oprócz grupy oficerów uczestniczyli: prof. Stanisław Lorentz, Jerzy Szablowski (historyk sztuki, późniejszy profesor UJ) oraz Izabela „Czajka” Stachowicz (dowódca oddziału osłaniającego grupę rewindykacyjną), por. Zygmunt Bratkowski opowiedział, że w gospodzie w miejscowości Hain (dziś Przesieka koło Jeleniej Góry), zauważył leżące pod ścianą skrzynie z napisami „Matejko”. Muzealnicy istotnie znaleźli w restauracji „Waldschlösschen” w Hain skrzynie z arcydziełami Matejki: Rejtan, Batory pod Pskowem, Unia lubelska. Po latach prof. Lorentz wspominał, że we wspomnianej restauracji znalazł około 70 skrzyń z bezcennymi zbiorami. Oprócz dzieł Matejki były to m.in. obrazy z Lwowskiej Galerii Obrazów i zbiory Muzeum Historycznego we Lwowie, także zbiory polskie oraz z Wrocławia i innych miejscowości Śląska, w tym około 50 bardzo cennych obrazów z Muzeum Śląskiego we Wrocławiu. Obrazy natychmiast przeniesiono do muzeum w Jeleniej Górze, a 6 sierpnia 1945 r. wraz z innymi dziełami przewieziono je pod eskortą żołnierzy do Muzeum Narodowego w Warszawie.

### Praca i działalność społeczna
Od 1946 Zygmunt Bratkowski związany był z Polanicą. Po dokończeniu studiów na Politechnice Wrocławskiej inżynier budownictwa, pracował w nadzorze budowlanym w polanickiej Komisji Zdrojowej i Funduszu Wczasów Pracowniczych, a w 1957 założył własne przedsiębiorstwo budowlane. Był potem jeszcze naczelnym inżynierem w MZBM w Kłodzku oraz inspektorem nadzoru autorsko-inwestorskiego na terenie Zarządu Okręgu FWP, obejmującego Duszniki, Kudowę, Polanicę, Szczawno i Jedlinę, gdzie pracował do przejścia na emeryturę. Sprawował też nadzór w czasie restauracji obiektu Muzeum Ziemi Kłodzkiej.
Przez kilka kadencji był radnym Powiatowej Rady Narodowej w Kłodzku, działaczem polanickiego koła Stronnictwa Demokratycznego, w okresie czerwiec–grudzień 1977 prezesem, następnie wiceprzewodniczącym komisji rewizyjnej Towarzystwa Miłośników Polanicy. Cenił ludzi sztuki; przyjaźnił się z malarzem i grafikiem Edmundem Mańczakiem ze „Szpilek”. Sam rysował, portretował, pisał pamiętniki z czasów II wojny światowej i referat Dzieje polskiego wojska, napisany dla wnuka. Obdarzony słuchem absolutnym, ze słuchu potrafił na fortepianie odtworzyć każdą zasłyszaną melodię.

## Odznaczenia
Za swoje zasługi odznaczony Krzyżem Kawalerskim Orderu Odrodzenia Polski, Krzyżem Walecznych i Medalem „Za udział w walkach o Berlin”.